# Iglesia ortodoxa apostólica de Estonia
La Iglesia ortodoxa de Estonia o Iglesia Ortodoxa Apostólica de Estonia (en estonio: Eesti Apostlik-Õigeusu Kirik) es una iglesia ortodoxa autónoma. Bajo la ley de Estonia, es la sucesora legal de la Iglesia Ortodoxa estonia anterior a la Segunda Guerra Mundial, que en 1940 contaba con más de 210.000 fieles, tres obispos, 156 parroquias, 131 padres, 19 diáconos, dos monasterios y un seminario de teología. La mayoría de sus seguidores eran estonios.
Depende del Patriarcado ecuménico de Constantinopla. 